# Parada Santa Dalila
Parada Santa Dalila é uma parada de trem localizada no Rio de Janeiro. A estação foi reaberta no dia 17 de Setembro de 2018 pela SuperVia, 7 anos depois do seu fechamento após sucessivos protestos feitos por moradores.
Foi operada pela Central e funcionou até 29 maio de 2011, quando o Ramal de Guapimirim foi repassado para SuperVia que desativou a parada como parte do Contrato de Concessão entre à empresa e à Secretaria de Transportes do Estado. Devido ao enorme números de protestos feito por moradores entre 30 de Junho e 03 de Julho de 2018 na altura de Santa Dalila e Barão de Iriri, pedindo a reabertura das paradas, as estações passaram por uma reforma de ampliação da plataforma e foram reabertas no dia 17 de Setembro do mesmo ano.

## História da Parada
A parada Santa Dalila foi inaugurada no dia 02 de Dezembro de 1926, e assim como a Parada Santa Guilhermina, foi uma cortesia aos grandes fazendeiros da região do Distrito de Suruí, que possuíam gados e enormes plantações de laranja, banana e aipim. A parada, que além de dar acesso aos casarões das fazendas, também era responsável pelo distribuição e abastecimento dessa produção para toda região de Magé e da cidade do Rio de Janeiro.

## História do Ramal Guapimirim
A linha ligando Rosário (atual Saracuruna) a Visconde de Itaboraí, projetada desde 1890 pela Leopoldina, somente foi entregue em 1926 devido a inúmeros entraves burocráticos que foram aparecendo pelo caminho durante esses 36 anos. Na prática, foi essa linha que ligou as cidades do Rio de Janeiro e Niterói, contornando a Baía de Guanabara, passando por Magé e dando acesso também do Rio de Janeiro a Teresópolis e a linha do Litoral da Leopoldina. A linha cruzava a antiga ferrovia E.F. Mauá na estação do Entroncamento, hoje Bongaba, estação que também foi desativada em 2011.
A linha atualmente liga a cidade de Duque de Caxias a Guapimirim, passando por Magé. O trecho entre Magé e Visconde de Itaboraí foi desativado.